# She Ain’t You
«She Ain’t You» — сингл американского музыканта Криса Брауна с четвёртого студийного альбома F.A.M.E. Написана Брауном, Жан-Батистом, Райан Буэндиа, Кевин Мак-Колл и Джейсон Бойд, и спродюсирована Free School. Песня образца «Human Nature» от Майкла Джексона, и ремикс на «Right Here» по SWV. Она была выпущена на городском радио в Соединённых Штатах 28 марта 2011 года, в качестве четвёртого сингла с F.A.M.E.

## Музыкальное видео
Клип для «She Ain’t You» был спродюсированным Colin Tilley и впервые был показан 2 мая 2011 года. На протяжении видео, Браун отдаёт дань Майклу Джексону. Клип начинается с посвящения, говоря: «Посвящается моему самому большому вдохновению всех времён… Я тебя люблю 08/29/58. RIP Майкл — Джексон. 06/25/09».

## Кредиты и персонал
- Free School — продюсер
- Янтарный Стритер (семь) — бэк-вокал
- Брайан Спрингер — микширование
- Иэн Финдлей — помощник микширование звука
- Марк Бивен — помощник микширование звука

## Позиции в чартах и сертификаты
| Чарт (2011)                    | Место |
| ------------------------------ | ----- |
| Australian Singles Chart       | 27    |
| Australian Urban Singles Chart | 8     |
| Canadian Hot 100<              | 80    |
| New Zealand Singles Chart      | 27    |
| Slovak Airplay Chart           | 56    |
| UK R&B Singles Chart           | 17    |
| UK Singles Chart               | 53    |
| US Billboard Hot 100           | 27    |
| US Hot R&B/Hip Hop Songs       | 5     |
| US Pop Songs                   | 17    |

| Страна          | Сертификат |
| --------------- | ---------- |
| Австралия(ARIA) | золотой    |

| Чарт (2011)              | Место |
| ------------------------ | ----- |
| US Billboard Hot 100     | 89    |
| US Hot R&B/Hip-Hop Songs | 10    |
| US Rhythmic Songs        | 31    |